# Sirenia
I sirenii (Sirenia) sono un ordine di mammiferi acquatici erbivori, che vivono in ambienti marini costieri o in acque dolci della zona tropicale.

## Classificazione
I sirenii si dividono in due famiglie: i trichecidi (Trichechidae) e i dugongidi (Dugongidae), che comprendono rispettivamente tre diverse specie di lamantini: il lamantino dei Caraibi, il lamantino delle Amazzoni e il lamantino africano e la sola specie Dugong dugon, il dugongo.
I sirenii sono mammiferi acquatici come i cetacei, quindi incapaci di vivere fuori dall'acqua, e si ritiene che siano lontanamente imparentati con gli elefanti e con gli iracidi.

## Descrizione
I lamantini e il dugongo hanno il corpo massiccio, ma fusiforme; la pelle è coriacea e spessa.
Gli arti anteriori hanno la forma di pinne, quelli posteriori sono scomparsi e, per aiutarsi nel nuoto, hanno sviluppato una coda piatta ed orizzontale.
Possono restare sott'acqua fino a venti minuti prima di riemergere in superficie per respirare.
Vivono in acque poco profonde e questo li difende dai predatori (come gli squali) che non si avventurano in acque basse. Il loro unico pericolo è rappresentato dall'uomo, che in passato cacciava questi animali per la loro carne e per il grasso. Sono anche minacciati dall'inquinamento del loro habitat e dalle ferite inflitte dalle eliche delle imbarcazioni.
Il dugongo, a differenza dei lamantini, ha la coda falciforme e vive nelle acque costiere dell'Oceano Indiano e del Pacifico Occidentale, mentre i lamantini vivono principalmente lungo le coste orientali dell'America centrale e meridionale, hanno la coda arrotondata, il labbro superiore suddiviso nel mezzo ed il corpo coperto di peli radi.

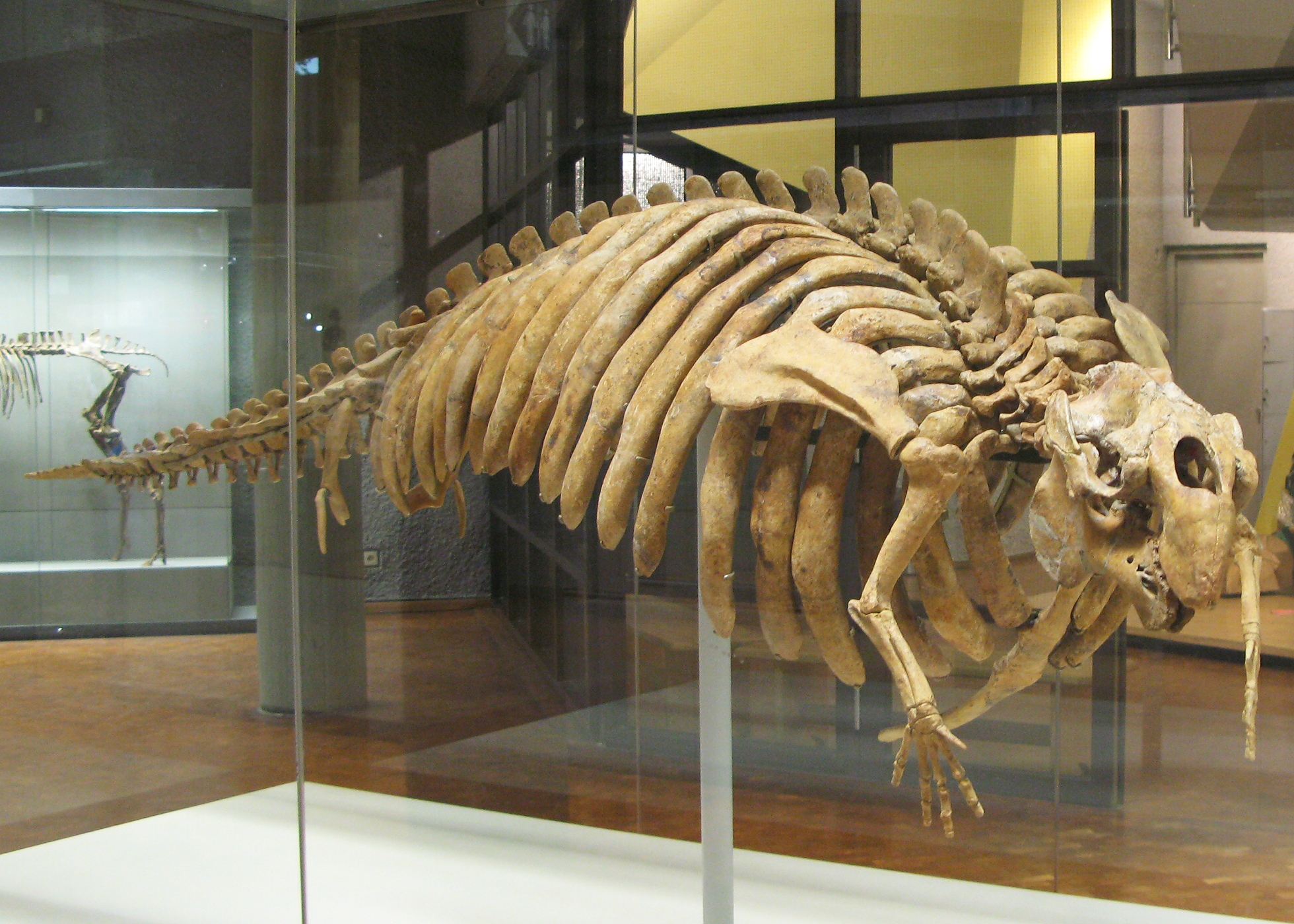
Scheletro fossile del sirenio primitivo Halitherium

## Evoluzione
La differenziazione dei Sirenii dagli altri ordini filogeneticamente vicini, come i Proboscidati e i Desmostili, è stata calcolata intorno ai 60-65 milioni di anni fa nel Paleocene. Punto di partenza di questa evoluzione sembra essere la zona indiana del mare della Tetide come sembrerebbe dimostrare la presenza del genere Ishatherium, di cui si conosce esclusivamente un dente e che inizialmente era stato classificato nel gruppo degli Antracobunidi (precursori degli Elefanti). Una volta raggiunto il mare, l'ordine si è rapidamente disperso in tutte le direzioni rimanendo però ancorato a zone con clima tropicale.
Le prime forme fossili chiaramente riconducibili ai Sirenii fanno la loro comparsa nel medio Eocene, all'incirca 50 milioni di anni fa, con la famiglia Prorastomidae. Questi animali sono anatomicamente ancora quadrupedi ma possedevano già specializzazioni acquatiche come aperture retratte nasali, assenza di aria nei seni paranasali e costole dense e gonfie. Il genere Pezosiren, scoperto nel 2001, era pienamente in grado di muoversi sulla terra con quattro arti ben sviluppati ed articolazioni robuste per sostenere il peso dell'animale fuori dall'acqua ma presentava anche adattamenti anfibi a dimostrare come passasse la maggior parte del tempo in acqua. Analogamente ai primitivi Cetacei, l'animale nuotava con un movimento "a pagaia" grazie all'estensione del midollo spinale e all'arretramento del pelvico, a differenza delle forme successive che invece si avvarranno della coda come organo di propulsione. Analogo al Pezosiren è il genere Prorastomus caratterizzato da una articolazione sacroiliaca ridotta ma ancora in grado di sostenere il peso dell'animale.
Al medio Eocene risale anche la famiglia Protosirenidae con il genere Protosiren: l'animale presentava ancora quattro arti ben sviluppati ma articolazioni sacroiliache deboli (forse non più sufficienti a sostenere il peso del corpo a terra), dentizione in parte specializzata verso vegetazione non selettiva con riduzione di incisivi e canini (ma non delle zanne). Entrambe le famiglie si estinguono alla fine dell'Eocene (38 milioni di anni fa).
Subentrano a questo punto i primi rappresentanti della famiglia Dugongidae: già completamente acquatici ma con vestigia di arti (che non sono più funzionali), troviamo i generi africani Eosiren ed Eotheroides, molto arcaici così come Sirenavus, Anisosiren e Paralitherium, tutti esponenti della sottofamiglia Halitherinae. L'esemplare chiaramente giovane di Prototherium, dell'Eocene del Veneto presenta la particolare dentizione con 5 premolari poi ridotti a quattro e potrebbe costituire la base per la famiglia dei Manatidi. Il genere Halitherium fu molto diffuso nell'Oligocene e costituisce la base di tutti i Sirenii successivi: dalla sua specie caraibica discendono in sequenza i generi Caribosiren e Metaxytherium.
Quest'ultimo si diffonde nuovamente in tutti i mari tropicali del Miocene e costituisce la base degli Hydrodamalinae, rappresentati dai generi Dusisiren ed Hydrodamalis che culmineranno nella Ritina di Steller (scoperta alla fine del Settecento e subito cacciata fino all'estinzione). Da Halitherium, o da forme a lui affini, discendono i Dugonginae i cui primi esponenti oligocenici sono Crenatosiren, Dioplotherium e Italosiren.
Crenatosiren sembra essere la base della linea che ha portato all'attuale Dugongo passando però anche da forme affini come Nanosiren (recentemente scoperto in strati fine-miocenici dei Caraibi), Miodugong (risalente al Miocene dello Sri Lanka), Prohalicore (di cui si possiede una mandibola incompleta risalente al medio Miocene europeo) e Indosiren (evoluto da quest'ultimo e vissuto nel tardo Miocene). Il Dioplotherium e la forma affine Bharatisiren sono invece gli iniziatori della sottofamiglia Rytiodontinae, che non ha portato a forme attuali ma ci ha offerto esemplari interessanti come lo Xenosiren (discendente miocenico diretto del Dioplotherium), il gigantesco Rytiodus (lungo sei metri ma con zanne corte per scavare in ambienti costieri) ed il suo derivato pliocenico Corystosiren (dal cranio particolare e massiccio).
La famiglia dei Manatidi (Trichechidae) è meno conosciuta allo stato fossile: un esemplare primitivo, Potamosiren, è vissuto nel Miocene inferiore in Sudamerica, un altro, il Ribodon risale invece al Pliocene mentre l'attuale genere Trichechus compare 1,8 milioni di anni fa nella transazione fra Pliocene e Pleistocene. Alcuni ricercatori, tuttavia, includono in questa famiglia anche il gruppo dei Miosirenia (riducendoli al rango di sottofamiglia), che con forme vissute nel Miocene come Sirenotherium (dalla classificazione tuttora controversa), Anomotherium e Miosiren funzionerebbero da anello di congiunzione tra gli attuali Trichechi ed i rappresentanti oligocenici dei Dugongidae quali Prototherium ed Halitherium.